# نووارا دودانولا
نووارا دودانولا (انگلیسی: Nuwara Dodanwela) یک منطقه مسکونی در سری‌لانکا است.